# Istenszülő elszenderedése templom (Nagyhalmágy)
A nagyhalmágyi Istenszülő elszenderedése templom műemlékké nyilvánított épület Romániában, Arad megyében. A romániai műemlékek jegyzékében az  AR-II-m-A-00608 sorszámon szerepel.